# Eunice valida
Eunice valida är en ringmaskart som beskrevs av Gravier 1900. Eunice valida ingår i släktet Eunice och familjen Eunicidae. Inga underarter finns listade i Catalogue of Life.